# Île Stag (Nunavut)
L'île Stag, ou Stag Island) est une île inhabitée située en baie James, dans le prolongement de la baie d'Hudson, au Canada.  
Elle appartient au territoire du Nunavut, en vertu de la Loi sur le Nunavut, et en constitue la terre la plus méridionale,.